# 白背委陵菜
白背委陵菜（学名：Potentilla hypargyrea）是蔷薇科委陵菜属的植物，为中国的特有植物。分布在中国大陆的云南等地，生长于海拔3,300米至4,000米的地区，多生于山坡草地及岩石缝中，目前尚未由人工引种栽培。

## 异名
- Potentilla hypargyrea Hand.-Mazz. var. subpinnata Yu et C. L. Li